# Ekspedycja 35
Ekspedycja 35 – stała załoga Międzynarodowej Stacji Kosmicznej, która sprawowała swoją misję od 15 marca do 13 maja 2013 roku. Ekspedycja 35 rozpoczęła się wraz z odłączeniem od stacji statku Sojuz TMA-06M i trwała do odcumowania od ISS statku Sojuz TMA-07M.

## Załoga
Astronauci Roman Romanienko, Thomas Marshburn i Chris Hadfield przybyli na ISS 21 grudnia 2012 roku na pokładzie Sojuza TMA-07M i weszli w skład Ekspedycji 34. Po odłączeniu od stacji Sojuza TMA-06M stali się oni członkami 35. stałej załogi ISS. Początkowo znajdowali się oni na stacji jedynie w trójkę. 29 marca 2013 roku dołączyli do nich Pawieł Winogradow, Christopher Cassidy i Aleksandr Misurkin, którzy przybyli na pokładzie Sojuza TMA-08M.
Gdy 13 maja 2013 roku Sojuz TMA-07M odłączył się od stacji z Romanienką, Marshburnem i Hadfieldem na pokładzie, zakończyła się misja Ekspedycji 35. Jednocześnie kosmonauci Winogradow, Cassidy i Misurkin przeszli w skład 36. stałej załogi ISS.
| Funkcja              | Pierwsza część (15-29.03.2013)               | Druga część (29.03-13.05.2013)                 |
| -------------------- | -------------------------------------------- | ---------------------------------------------- |
| Dowódca              | Chris Hadfield, CSA 3. lot kosmiczny         | Chris Hadfield, CSA 3. lot kosmiczny           |
| Inżynier pokładowy 1 | Thomas Marshburn, NASA 2. lot kosmiczny      | Thomas Marshburn, NASA 2. lot kosmiczny        |
| Inżynier pokładowy 2 | Roman Romanienko, Roskosmos 2. lot kosmiczny | Roman Romanienko, Roskosmos 2. lot kosmiczny   |
| Inżynier pokładowy 3 |                                              | Christopher Cassidy, NASA 2. lot kosmiczny     |
| Inżynier pokładowy 4 |                                              | Pawieł Winogradow, Roskosmos 3. lot kosmiczny  |
| Inżynier pokładowy 5 |                                              | Aleksandr Misurkin, Roskosmos 1. lot kosmiczny |

## Spacery kosmiczne

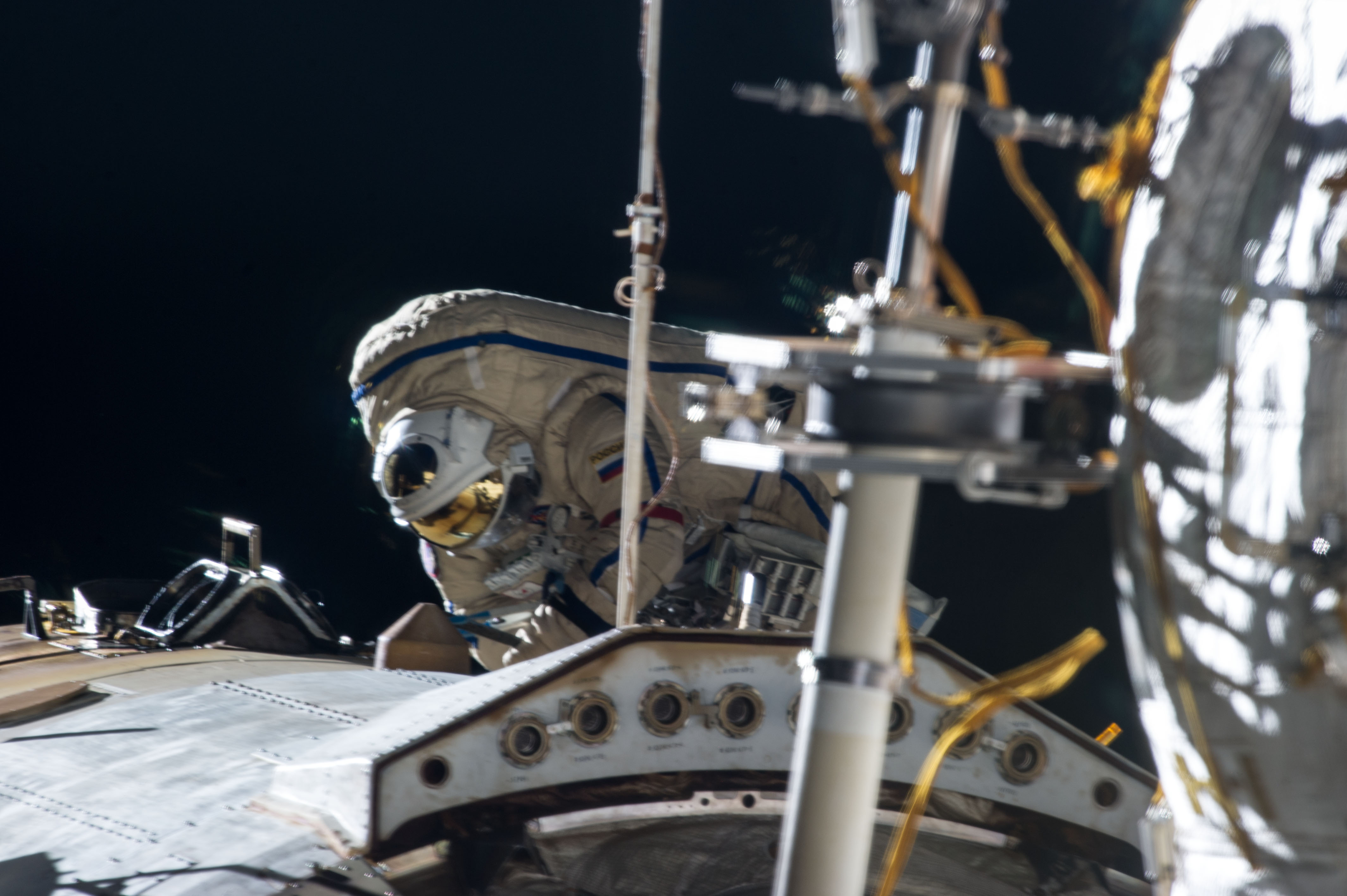
Pawieł Winogradow podczas spaceru kosmicznego

Podczas Ekspedycji 35 wykonano dwa spacery kosmiczne. Pierwszy z nich miał miejsce 19 kwietnia 2013 roku. Kosmonauci Pawieł Winogradow i Roman Romanienko ubrani w skafandry Orłan opuścili pokład stacji o 14:03 UTC poprzez śluzę powietrzną Pirs. Pierwszym zadaniem kosmonautów była instalacja eksperymentu Obstanowka na module Zaria, który posłuży do zbadania wpływu pogody kosmicznej na jonosferę. W czasie tego wyjścia wymieniono również retroreflektor laserowy wykorzystywany podczas dokowania statków ATV. Następnie kosmonauci zajęli się demontażem kilku innych eksperymentów wcześniej umieszczonych na zewnątrz stacji. Panel z jednym z eksperymentów wyślizgnął się Winogradowi z rąk. W efekcie nie udało się go odzyskać. Trajektoria lotu wypuszczonego panelu badawczego nie stanowiła jednak zagrożenia dla stacji ISS. Spacer kosmiczny zakończył się o 20:41 UTC po 6 godzinach i 38 minutach.

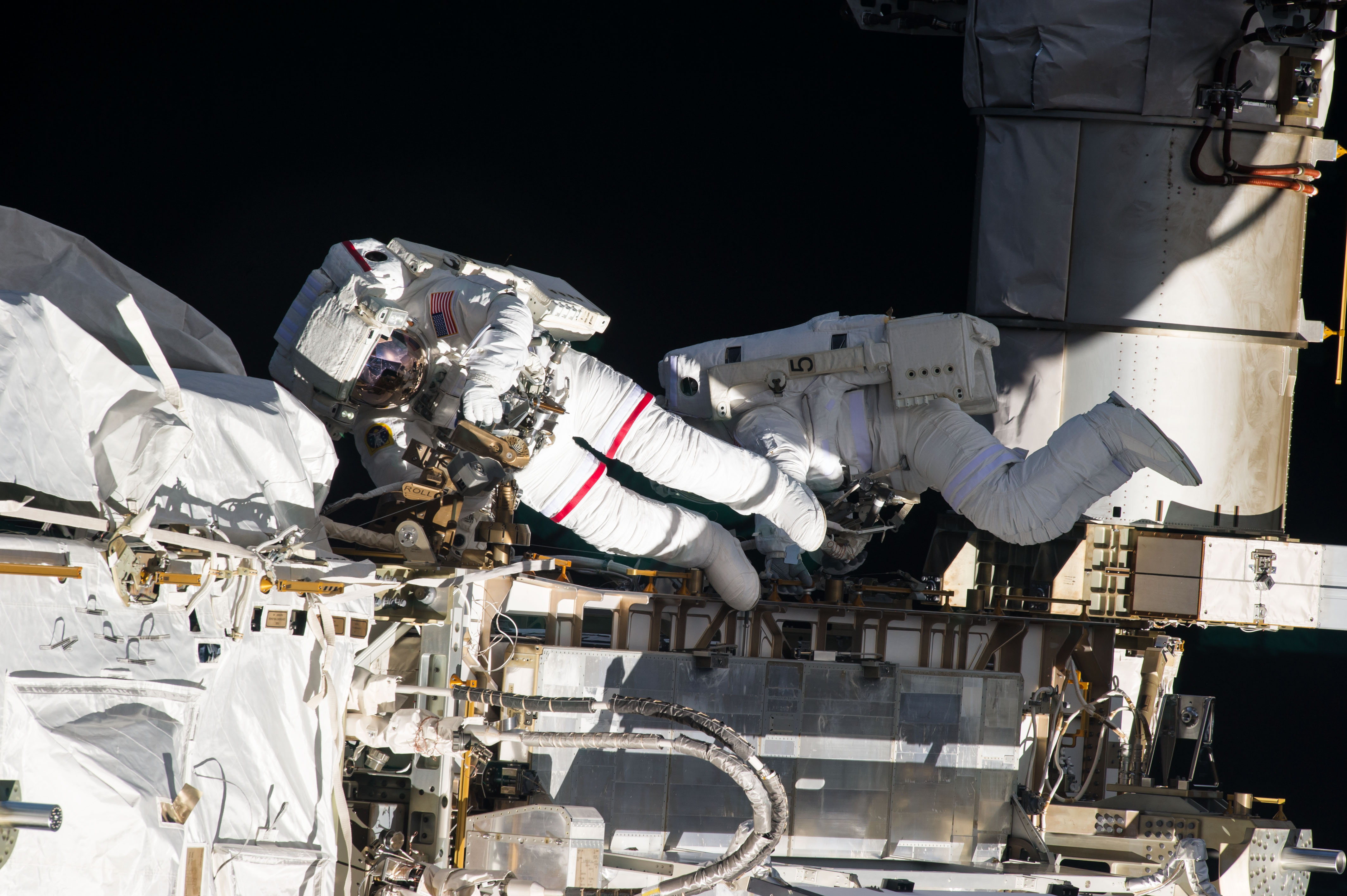
Christopher Cassidy (z lewej) i Thomas Marshburn podczas prac przy strukturze kratownicowej

W drugim spacerze kosmicznym uczestniczyli astronauci Christopher Cassidy i Thomas Marshburn. 11 maja 2013 roku o 12:44 UTC opuścili oni pokład stacji przez śluzę Quest ubrani w skafandry EMU. Głównym zadaniem astronautów była wymiana urządzenia sterującego pompą na segmencie P6 struktury kratownicowej, co miało zatamować wyciek amoniaku. Po wymianie urządzenia uruchomiono pompę, a astronauci przyglądali się jej w poszukiwaniu ewentualnych wycieków. Nie stwierdzili oni jednak żadnych nieprawidłowości. Spacer kosmiczny zakończył się o 18:14 UTC po 5 godzinach i 30 minutach.

## Galeria

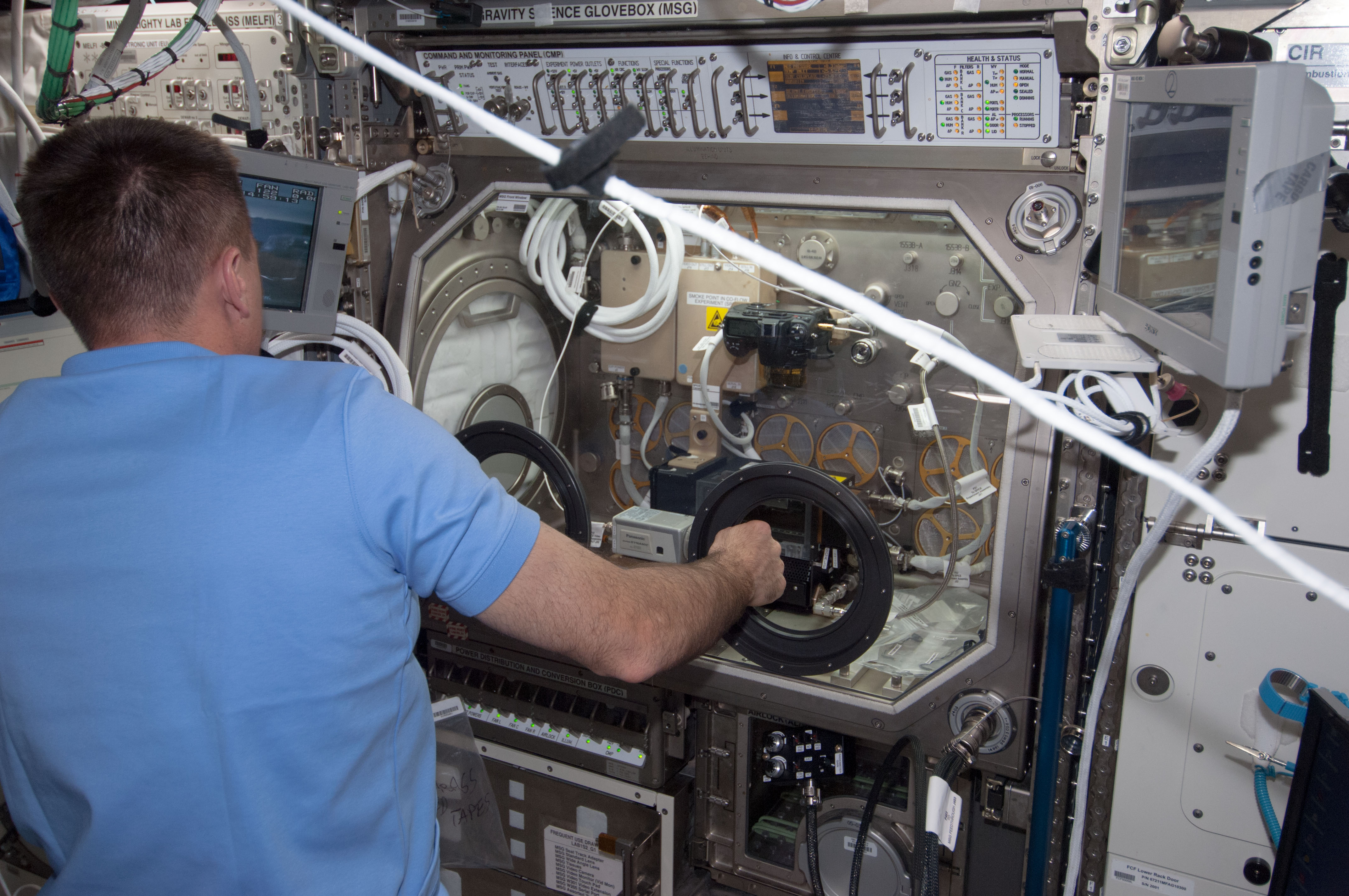
Christopher Cassidy nadzoruje eksperyment naukowy na ISS
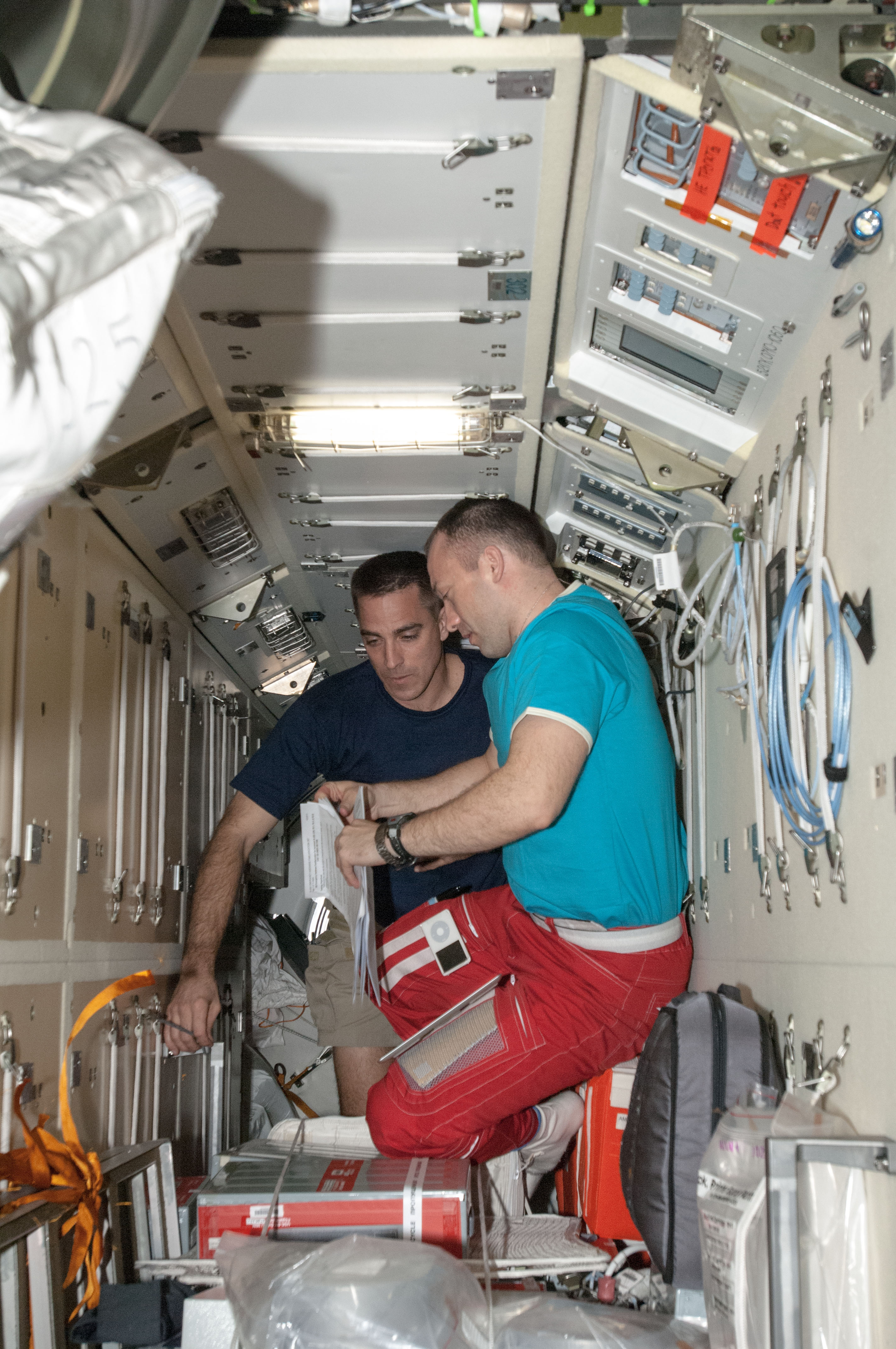
Aleksandr Misurkin (z prawej) i Christopher Cassidy podczas pracy w module Rasswiet
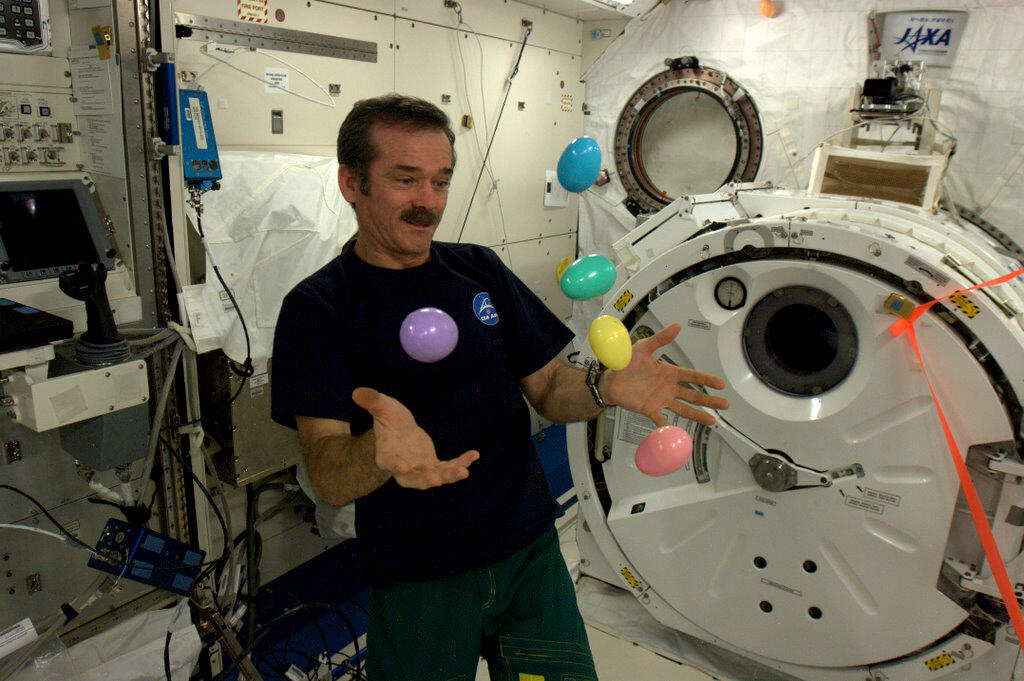
Chris Hadfield podczas zabawy z jajkami wielkanocnymi w module Kibō
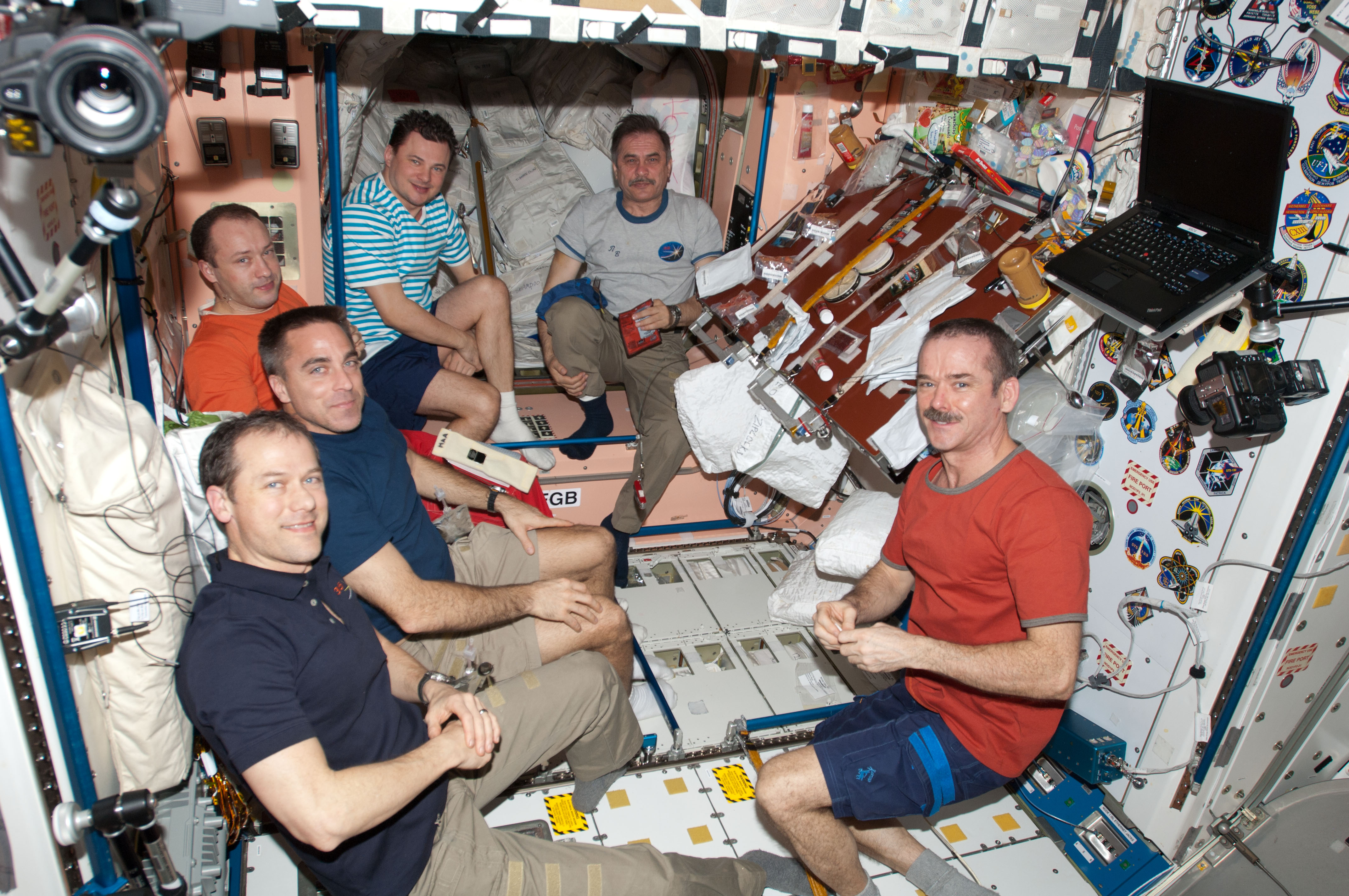
Załoga Ekspedycji 35 w module Unity
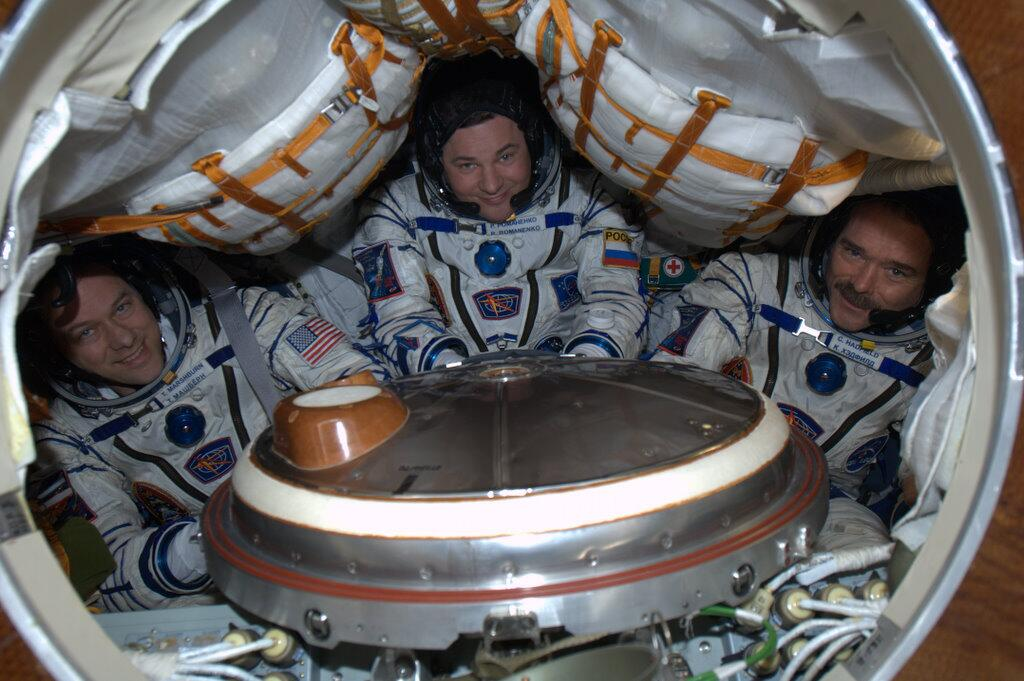
Załoga Sojuza TMA-07M przed odłączeniem się od stacji, od lewej: Thomas Marshburn, Roman Romanienko i Chris Hadfield